# 東約克郡議會
约克郡東瑞丁議會（英語：East Riding of Yorkshire Council），中文通稱東約克郡議會，是約克郡東瑞丁（东约克郡）的地方政府，该区是那個同名而较大的礼仪郡内的一个非都会区。該議會為单一管理区，既是区议会，又履行县议会的职能。自2023年以来，该委员会一直处于保守党少数派政府的领导下。其总部设在贝弗利县政厅。
东约克郡是历史悠久的約克郡的传统行政区之一。从中世纪开始，约克郡的三个选区分别举行季度会议，从1660年起，约克郡东选区设立了郡尉。1889年，选举产生的县议会成立，接管了之前由未经选举产生的行政长官在季度会议上行使的行政职能。因此成立了東瑞丁郡議會，东约克郡成为一个行政郡，同时仍是约克郡更广泛的司法和警务郡的一部分。东约克郡议会设在贝弗利，并于1891年在此建造了郡政厅。
1974年，《1972年地方政府法》生效，东约克郡不再是一个行政区，其大部分地区划归一个新的郡，即亨伯賽德郡。
仅仅22年后，即1996年，汉伯赛德郡被废除，其范围被分为四个区，其中一个区叫做约克郡东瑞丁（即東約克郡）。从法律上讲，这四个区既是非都会区，又是非都会县，但没有单独的县议会，而是由区议会行使县职能。约克郡东区的面积与1974年以前的行政县略有不同；值得注意的是，现代的区包括1974 年以前属于約克郡西瑞丁的古尔周围的地区，但不包括1974年以前行政县的一些北部和西部地区，包括法利和德文特河畔诺顿，这两个镇已于1974年划归北约克郡。与此同时，一个名为“约克郡东瑞丁”的礼仪性郡成立，并重新设立了1974年废除的郡尉职位。礼仪县的面积比区大，还包括邻近城市赫爾河畔京斯頓 。